# Плита Молуккського моря
Плита Молуккського моря (Мікроплита Молуккського моря) — невелика тектонічна плита, на якій розташовано північ Сулавесі, Молуккське море з островом Буру, частина моря Банда. Має площу 0,0103 стерадіан. Зазвичай асоціюється з Євразійською плитою.
В регіоні велика кількість дрібних плит. Зона субдукції лежить вздовж її північної межі з Сундською плитою. Невелика дивергентна границя розташована вздовж Сулавесі на межі з плитою моря Банда і переходить в конвергентну границю в морі Банда, інша частина меж є трансформаційні розломи. Великі землетруси в цьому регіоні іноді викликають цунамі.
На південному сході розлом Соронг, провідний розлом цього регіону напрямку схід-захід, відокремлює Плиту Молуккського моря від Плити Голова Птаха й плити Хальмахера